# Otmar Szafnauer
Otmar Szafnauer (Szemlak, 1964. augusztus 13. –) amerikai mérnök, a Formula–1-es Aston Martin, majd a BWT Alpine F1 Team csapatfőnöke volt.

## Élete
Szafnauer Szemlakon született német származású amerikai apa és román anya gyermekeként, de már hét éves korában Detroitba költözött a szüleivel. Villamosmérnöki diplomát szerzett a Detroiti Wayne Állami Egyetemen, majd a Detroiti Mercy Egyetemen végzett kereskedelmi és pénzügyi szakon.
1986-ban csatlakozott a Fordhoz, és kinevezték a Ford programmenedzserévé az Egyesült Államokban. Mialatt a Fordnál dolgozott, csatlakozott a Jim Russell Racing Driver Schoolhoz, és 1991-ben kezdte meg a versenyzést a Formula Ford szériában. 1998-ban elhagyta a Fordot a British American Racing kedvéért, ahol kinevezték a csapat üzemeltetési igazgatójának. A Jaguar Racinggel folytatott sikertelen tárgyalások után 2001-ben a Honda Racing Developments alelnökévé vált, valamint a Honda F1-es csapatának igazgatósági tagjává vált. 2008-ban elhagyta a Hondát, és megalapította a Soft Pauer nevű cégét. 2009 júniusában a cég kiadta a Formula–1 hivatalos időmérő, és helymeghatározó alkalmazását az iPhone számára.
Szafnauer 2009 októberében csatlakozott a Force Indiához. Érkezése után a csapat eredményei növekvő tendenciát mutattak, 2010 és 2012 között a 7., 2013-ban és 2014-ben a 6., 2015-ben az 5., 2016-ban és 2017-ben a 4. helyen végzett a csapat a konstruktőri világbajnokságban. Szafnauer erőfeszítései döntő szerepet játszottak a 2014-től kezdődő hosszú távú megállapodás biztosításában a Mercedes-motorok használatáról.
Miután a Force India 2018 nyarán csődbe ment, Szafnauer lett a Racing Point F1 Team csapatfőnöke, amely a Force India eszközeit és személyzetét vette át. 2021-től 2022 januárjáig Aston Martin elnök-vezérigazgatója és csapatfőnöke volt. 2022 februárjától a 2023-as nyári versenyszünetig a BWT Alpine F1 Team csapatfőnöke volt.

## Díjak és elismerések
2013-ban Szafnauer bekerült az elmúlt 20 év versenysportban elért eredményeinek elismeréseként az USF2000 Hírességek Csarnokába.